# Акменьлаукс, Арнис
Арнис Акменьлаукс (латыш. Arnis Akmeņlauks; (6 июня 1937 года — 5 августа 2024 года, Латвия) — советский и латвийский режиссёр документального кино и сценарист. Лауреат премии «Большой Кристап» и  Государственной премии Латвийской ССР.

## Биография
Арнис Акменьлаукс родился 6 июня 1937 году. Проходил обучение в Вандзенской семилетней школе (1945—1952), Талсинской средней школе и на спортивном отделении Талсинской спортивной школы (1952—1955), а также на трально-торпедном факультете Каспийского высшего военно-морского училища (1955—1959). Кинорежиссуру освоил во время учебы на режиссерском факультете Всесоюзного государственного института кинематографии (1965—1969). После службы на флоте в 1961 году начал работать на Рижской киностудии инженером-конструктором, а через год стал администратором студии. 
С 1966 году — режиссёр Всесоюзной киностудии Министерства обороны, с 1969 по 1992 год — кинорежиссер Рижской киностудии. С 1982 года — член Союза кинематографистов Латвии. В 1989 году получил Государственную премии Латвийской ССР. 1990 по 1997 год депутат Рижской думы от партии Латвийский народный фронт. В 1976 году Акменьлаукс начал снимать киножурнал «Фитиль», в котором в критических репортажах изображал различные нелепости того времени. В 1987 году киножурнал получил премию «Большой Кристап» в номинации «Лучший документальный фильм».
Умер 5 августа 2024 в Латвии. 

## Фильмография
- «Zemes saimnieki» (1970)
- «Valatas mantinieki» (1971)
- «Daba. Cilvēks. Likums» (1972)
- «Krievijas poligons» (1995)

## Список выпусков киножурнала «Фитиль»
- «Другим в назидание» (Рижская киностудия, 1972)
- «Диагностика безделия» (Рижская киностудия, 1981)
- «Дорогая дешевизна» (Рижская киностудия, 1985)
- «Дальше некуда» (Рижская киностудия, 1988)